# Belža
Belža es un municipio situado en el distrito de Košice-okolie, en la región de Košice, Eslovaquia. Tiene una población estimada, en mayo de 2024, de 445 habitantes.

## Demografía
| Año        | 1994 | 2004   | 2014     | 2024    |
| ---------- | ---- | ------ | -------- | ------- |
| Población  | 375  | 357    | 411      | 442     |
| Diferencia |      | −4,8 % | +15,12 % | +7,54 % |

| Año        | 2023 | 2024    |
| ---------- | ---- | ------- |
| Población  | 446  | 442     |
| Diferencia |      | −0,89 % |